# Кесек
Кесек — киргизское племя, входящее в подразделение Ичкилик (Салавас-бий Булгачи).
Является крупнейшей по численности группой данного подразделения.

## Этимология
В переводе с киргизского языка "кесек" означает "отрезок", "кусок".

## Генеалогия
Согласно киргизской санжыре племя происходит от младшего брата Долон-бия—Сабатая.
Племя делится на 4 ветви:
- Бай кесек
- Кыдырша
- Жоо кесек
- Кара кесек

Каждая ветвь распадается на многочисленные роды.
Племя упомянается в персоязычном сочинении Маджму ат-Таварих, написанного Сайф ад-Дином Аксикенди в 16 веке.

## Связи с другими этносами
Племена со схожим этнонимом встречаются среди казахов: кара кесек и караул кесек; тувинцев-тоджинцев:  кезек (хуул), кезек соян; башкир: кесе (табын). В составе хакасов-сагайцев есть род (сеок) кезегет,  ведущее свое происхождение от енисейских кыргызов. Одно из семи племен древневенгерской конфедерации носило этноним кеси (keszi).
По мнению известного советского историка-этнографа, профессора Р. Г. Кузеева этнонимы кесе (башк.), кеси (венг.), кесек (кирг.), кезек-хуул (тув.), кезегет (хак.) имеют общее происхождение. Исследователь, основываясь на изучении фольклора, средневековых письменных источников, генетических исследований, сходства тамг и параллелей этнонимов, установил связь (происхождение) киргизского племени кесек с Саяно-Алтайским регионом.

## Гаплогруппы
Y-хромосомные гаплогруппы R1a (40%), J2(25%) и 
N1a2b-P43 (23%) . Наличие последней
(N1a2b-P43) свидетельствует о  значительной роли обско-угорского и самодийского этнических элементов в формировании племени кесек.

## Расселение
Территория расселения охватывает юго-западную часть Киргизии (Ошскую и Баткенскую область), а также приграничные районы сопредельных государств (Узбекистан, Таджикистан, Китай).

## Известные представители
- Исхак Раззаков. Первый секретарь ЦК Киргизии
- Садыков Самат. Участник Великой Отечественной войны, Герой Советского Союза.

## Источник
- О.Каратаев, С.Эралиев. Кыргыз этнографиясы боюнча сөздүк. Бишкек. "Бийиктик" - 2005-ж. ISBN 9967-13-159-4
- «Киргизы: санжыра, история, наследие, обычаи» (кирг. «Кыргыздар: санжыра, тарых, мурас, салт.»). 2-й том. Автор К.Жусупов. Издательство «Кыргызстан». Бишкек 1993 г.

## См
- Киргизские роды
- Кыдырша
- Тёлёс (племя)
- Бостон (племя)